# 本格尔
本格尔是德国莱茵兰-普法尔茨州的一个市镇。总面积27.47平方公里，总人口832人，其中男性426人，女性406人（2011年12月31日），人口密度30人/平方公里。